# Jean de Monluc
Jean de Monluc (1508, Toulouse – 1579, Toulouse) byl francouzský šlechtic a biskup v Condom (1570–1579), ve Valence (1553–1579) a v Saint-Dié.
V roce 1573 byl Jean de Monluc francouzským velvyslancem v Polsku a vyjednal zvolení francouzského prince Jindřicha z Valois polským králem. Jeho nemanželským synem byl Jean de Monluc de Balagny. Podobně jako jiný tehdejší francouzský duchovní kardinál Odet de Coligny konvertoval Monluc ke kalvinismu.